# Rochdale
Pour les articles homonymes, voir Rochdale (homonymie).
Rochdale est une ville du nord-ouest de l'Angleterre, au Royaume-Uni, sa population est de 127 926 habitants.
Située le long de la rivière Roch, elle est la principale agglomération du district métropolitain de Rochdale, dans le Grand Manchester.
Faisant partie historiquement du Lancashire, Rochdale s'imposa au XIXe siècle comme un centre majeur de tissage : au cœur du processus qui donna naissance à la Révolution industrielle, elle fut une des premières villes industrialisées au monde. Son premier maire fut Jacob Bright (1856-1857).
C'est dans ce contexte d'industrialisation que furent créés à Rochdale, en 1844, les Équitables Pionniers, une des premières coopératives de consommation destinée à donner à ses membres un moyen de sortir de leur misère.

## Histoire
Une route romaine, menant de Mamucium (Manchester) à Eboracum (York), traversait les landes à Blackstone Edge.
Pendant le temps du Danelaw, Rochdale a été soumise aux incursions des Danois contre les Saxons. Le château qui porte le nom de Castleton, et dont il ne reste aucune trace, était l'un des douze forts saxons probablement détruits lors de conflits fréquents entre les Saxons et les Danois au cours des Xe et XIe siècles.
Rochdale apparaît dans le Domesday Book sous le nom de Recedham. Au moment de la conquête normande, le manoir était tenu par un thegn saxon, Gamel. Avant 1189, Henri II accorde le manoir à Roger de Lacy, dont la famille l'a conservé dans le cadre de l'honneur de Clitheroe jusqu'à ce qu'il soit transmis aux ducs de Lancastre par mariage, puis en 1399 à la Couronne, John Byron acheta le manoir en 1638. Il fut vendu. par le poète Lord Byron, en 1823, aux Deardens, qui en détiennent le titre. Rochdale n'avait pas de manoir mais le « Verger » construit en 1702 et acquis en 1745 par Simon Dearden était la résidence des seigneurs du manoir après 1823. Il était décrit comme « un bâtiment en briques rouges sans distinction architecturale, au nord côté de la rivière en face de la mairie » et parfois appelé le Manoir. Il a été démoli en 1922.
À l'époque médiévale, Rochdale est une ville de marché, et des marchés hebdomadaires ont eu lieu à partir de 1250 lorsque Edmund de Lacy obtient une subvention pour un marché et une foire annuelle. Le marché a lieu à l'extérieur de l'église paroissiale où se trouvait un « coin des orateurs ».

### Révolution industrielle
La fabrication de tissus de laine, en particulier de lainage, des chandails et des flanelles, était importante sous le règne d'Henri VIII. À cette époque, l'industrie était enracinée dans le système domestique, mais vers la fin du XVIIIe siècle, des moulins à eau furent construits. L'énergie hydraulique fut ensuite remplacée par l'énergie à vapeur au XIXe siècle et des mines de charbon, principalement souterraines, furent ouvertes là où les filons de charbon affleuraient autour de la ville. Les Deardens qui étaient seigneurs du manoir faisaient partie des propriétaires des charbons locaux.
Au milieu des années 1800, le commerce de la laine était en baisse et le commerce du coton, qui tirait parti des progrès technologiques de la filature et du tissage, prenait de plus en plus d'importance. Rochdale devint l'une des villes de filature de coton les plus productives au monde lorsqu'elle prit de l'importance au cours du XIXe siècle en tant que grande ville et centre de fabrication de textiles pendant la révolution industrielle. C'était une ville en plein essor qui faisait partie des premières villes industrialisées.
À la fin du 19e siècle, il y avait des usines de laine, des fabricants de soie, des blanchisseurs et des teinturiers, mais la filature et le tissage du coton restaient les industries dominantes à Rochdale. Le changement socioéconomique apporté par le succès de l'industrie textile de Rochdale au 19e siècle a conduit à son ascension au rang d'arrondissement et elle est demeurée un établissement dominant dans sa région. Cependant, au cours du 20e siècle, la capacité de filage de Rochdale a diminué vers un arrêt final.
Les Pionniers de Rochdale, un regroupement de tisserands, ouvrent la première boutique coopérative à Toad Lane en 1844. Le député et membre du parti whig, John Bright (1811–1889), est né à Rochdale. Il a acquis une réputation de leader libéral, partisan du libre-échange et acteur influent de la ligue combattant contre les Corn Laws. La salle d'exercice de la rue Baron a ouvert ses portes vers 1865.

### Post-industriel

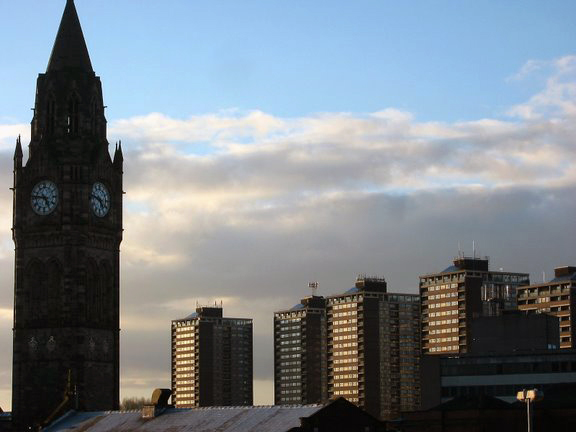
Hôtel de ville de Rochdale avec les appartements de College Bank derrière

Les sept premières saisons de la série télévisée de la BBC Waterloo Road se sont déroulées à Rochdale entre 2006 et 2012 et ont été tournées sur place dans l'ancienne école primaire Hilltop à Kirkholt, qui a fermé ses portes en juillet 2003. La plupart des scènes extrascolaires du des séries ont été filmées autour de Rochdale, et de nombreuses maisons d'élèves vues à la télévision étaient des maisons communales dans la région de Kirkholt, construites principalement au début de l'après-guerre.
Dans les années 2000, la ville est le lieu de l'une des plus importantes affaires d'exploitation sexuelle de mineurs en Grande-Bretagne : l'affaire des viols collectifs de Rochdale, un ensemble de crimes sexuels concernant quarante-sept jeunes filles, principalement des Britanniques blanches, identifiées comme victimes au cours de l'enquête policière. Neuf hommes, pour la plupart Britanniques d'origine pakistanaise, ont été reconnus coupables de trafic sexuel et d'autres infractions, incluant le viol, la traite et le complot en vue de s'engager dans une activité sexuelle avec un mineur, le 8 mai 2012 ; dix suspects supplémentaires ont été reconnus coupables dans une autre enquête en 2015. L'origine ethnique des coupables a conduit à un débat sur le fait que l'échec de leur inculpation était lié à la peur des autorités d'être accusées de racisme.
L'importance de l'affaire pointant de possibles négligences de la police et des services administratifs qui avaient été alertés, la police de Manchester s'est excusée de ne pas avoir su mener une enquête plus approfondie sur ces accusations de viols entre 2008 et 2010.

## Patrimoine

### Édifices civils
Pont médiéval
Vers 1324, sous le règne d'Henri II d'Angleterre, un pont est construit sur la rivière Roch, qui traverse Rochdale, afin de favoriser le commerce de la laine entre les deux parties de la ville. Au XVIIIe siècle, il se situe sur l'une des routes principales reliant le Lancashire au Yorkshire. En 1904, pour favoriser le développement du réseau de tramways dans la banlieue de Manchester, le pont est recouvert de béton et intégré à une vaste structure qui en fait l'un des ponts les plus larges d'Europe. Fin 2014 débutent des travaux visant à libérer le pont médiéval de sa gangue de béton et à l'exposer dans l'état où il se trouvait avant 1904. Le 25 juin 2016, il est officiellement présenté au public, des célébrations en marquant la réouverture officielle.

## Jumelages
- Tourcoing (France), département du Nord.

## Personnalités liées à la ville
- Autechre, groupe de musique électronique expérimentale.
- Helen Bright Clark (1840-1927), militante du droit de vote des femmes, née à Rochdale.
- Jacob Bright (1821-1899), homme politique né à Rochdale.
- John Bright (1811-1889), homme politique né et mort à Rochdale.
- Margaret Bright Lucas (1818-1890), philanthrope née à Rochdale.
- Priscilla Bright McLaren (1815-1906), militante du droit de vote des femmes, née à Rochdale.
- Anna Friel (1976-), actrice née à Rochdale.
- Sajid Javid (1969-), homme politique né à Rochdale.